# Vahan Totovents
Vahan Hovhannesi Totovents (arménien : Վահան Հովհաննեսի Թոթովենց), né le 1er septembre 1889 et mort le 18 juillet 1938, est un écrivain, poète et activiste arménien.

## Biographie
Vahan Totovents est né le 1er septembre 1889 dans la ville de Mezre (aujourd'hui Elâzığ) dans le vilayet de Kharberd. Il est diplômé de la Kharberd National Central School en 1907 ; parmi ses professeurs figuraient les auteurs Tlgadintsi et Roupen Zartarian. Il part pour Constantinople en 1908. En 1909, il se rend à Paris, puis à New York. En 1912, il commence ses études à l'Université du Wisconsin à Madison, où il étudie la littérature, l'histoire et la philosophie. Pendant la Première Guerre mondiale, il sert comme secrétaire d'Andranik Ozanian et participe aux batailles d'Erzurum et de Van. Il travaille ensuite avec le poète Hovhannès Toumanian pour organiser des secours humanitaires pour les survivants du génocide arménien. En 1917-1918, il édite le journal basé à Tiflis, Hayastanq. En 1920, il quitte l'Arménie et voyage à travers l'Europe du Sud.
Totovents salue la soviétisation de l'Arménie et est rapatrié en Arménie soviétique en 1922. Il travaille pour le mensuel satirique Shesht en 1923 et pour le journal officiel d'État Sovetakan Hayastan de 1924 à 1926. Il travaille également à l'Université d'État d'Erevan. Totovents est arrêté en 1936 et exécuté en 1938 lors des Grandes Purges,. Il est réhabilité en 1954.

## Travaux
Totovents publie son premier ouvrage en 1907. 
Ses œuvres notables incluent les romans, récits et drames Doktor Bourbonian (1918), Mahvan batalion (1923), New York (1927), Bakou (v. 1-3, 1930–34), Hovnatʻan vordi Yeremiayi (1934). Son recueil de nouvelles autobiographiques Une enfance arménienne (Kyankë hin hṙovmeakan č̣anaparhi vra) qui « reflète[nt] la société, la culture et les mœurs non seulement des Arméniens de son enfance mais aussi de leurs voisins lors des derniers jours de l'Empire ottoman », a été particulièrement influent sur la littérature arménienne. Le film arménien Ktor me yerkinq (en anglais A Piece of Sky, 1980) réalisé par Henrik Malyan (en) est basé sur la nouvelle de Totovents, Light-Blue Flowers.
En 1920, lors de son séjour dans la Constantinople occupée par les forces de l'Entente cordiale, il écrit aussi sous le pseudonyme d'Arsen Marmarian, « Le général Antranik et ses guerres » (« Զոր. Անդրանիկ և իր պատերազմները »).
Ses œuvres ont été traduites en russe, anglais, français, bulgare et turc.

## Œuvres

### En anglais
- (en) Scenes from an Armenian Childhood, NY, Oxford University Press, 1962, 182 p.
- (en) Tell Me, Bella (a Selection of Stories), 1972, 127 p. (ISBN 0-903039-06-0)
- (en) Jonathan, Son of Jeremiah, Mashtots paperbacks, 1985, 68 p. (ISBN 0-903039-16-8)
- (en) Pigeon Fancier, 1994, 66 p. (ISBN 0-903039-18-4)

### En français
- Une enfance arménienne (trad. Pauline Verdun) (Autobiographie), Paris, Julliard, 1985, 194 p. (ISBN 2-260-00401-6, BNF 34779574)traduit de l'anglais Scenes from an Armenian childhood